# Майдан Героїв (Запоріжжя)
Майда́н Герóїв — міський майдан перед будівлею Запорізької обласної державної адміністрації та Запорізької обласної ради. До 25 березня 2015 року майдан мав назву — площа Жовтнева. Перейменований, за ініціативою громади Запоріжжя, рішенням сесії Запорізької міської ради 25 березня 2015 року. Розташований в центрі міста Запоріжжя перед будівлею Запорізької обласної державної адміністрації та обласної ради, біля яких нинірозташовані два майдани: Фестивальна площа — головний майдан міста та майдан Героїв. Останній займає територію від будівлі ЗОДА до проспекту Соборного. Загальна довжина майдану — 160 м.
Майдан Героїв — це найбільш поширене місце проведення громадських заходів та мітингів в місті Запоріжжя. Прилегла до нього місцевість — це в минулому Вознесенівська гора, найвища точка міста (87 метрів над рівнем моря).

## Історія
1 грудня 2013 року в місті організовано протестний майдан, як реакція на Силовий розгін Євромайдану в Києві.
26 січня 2014 року відбувся силовий розгін Євромайдану, почалися масові арешти, того ж дня за оцінками було затримано до 100 осіб. Під час розгону майдану був затриманий координатор Запорізького майдану ГО «Майдан» Артюшенко Ігор Андрійович, якого вже 30 січня 2014 року разом із затриманими мітингарями відпустили під домашній арешт. В цей день відбувся мітинг, на який прийшли понад три тисячі євромайданівців. Вони вимагали відставки губернатора Запорізької ОДА Олександра Пеклушенка. Люди пішли штурмом на адміністрацію та прорвалися всередину будівлі. Силовики відтіснили мітингарів, однак, вони залишилися на майдані біля будівлі Запорізької ОДА та облаштували пункт обігріву у сусідньому кінотеатрі «Байда». Згодом міліція, разом із молодиками спортивного вигляду, жорстоко розігнали людей з майдану. Багатьох людей хапали без підстав, багатьох били, зокрема і журналістів. Людей в прямому сенсі відловлювали по дворах.
2 лютого 2014 року за даними громадського активиста Ігоря Артюшенко на мітингу біля площі Олександра Поляка взяли участь приблизно 2000 осіб на боці Євромайдану, «ополчення антимайдану» виставило 100 осіб.
27 лютого 2014 року у Запоріжжі було оголошено про створення «Самооборони». Штаб розмістили на першому поверсі будівлі Запорізької обласної ради. Кістяк організації — це колишні воїни-десантники, першочерговим завданням яких була боротьба з так званими «тітушками». Були організовані оперативні групи у всіх районах міста. Активісти новоствореної організації взяли під свій захист усі мирні акції в місті Запоріжжя.
Результатом подій Євромайдану було:
- Усунення від влади президента-втікача Віктора Януковича.
- Відставка уряду Миколи Азарова.
- Призначення позачергових президентських та виборів до деяких органів місцевого самоврядування.
- Прихід до влади праволіберально-консервативного уряду на чолі з Арсенієм Яценюком.
- Початок російської інтервенції.
- Масові повалення пам'ятників Леніну на території всієї України.

На пленарному засіданні 46-ї сесії Запорізької міської ради від 26 березня 2014 року депутатом шостого скликання Костенко І. Б. було оголошено звернення фракції депутатів політичної партії «ВО «Батьківщина» Запорізької міської ради щодо перейменування площі Жовтневої в місті Запоріжжя на Майдан Героїв, з метою увічнення пам'яті громадян України, що віддали життя за свободу та незалежність України, за захист конституційних прав громадян України, за верховенство права у державі. На офіційному вебсайті мерії був опублікований проєкт рішення про попередню зміну назви, яке було винесено на громадські слухання, в ході якого більшістю голосів учасників було підтримано таким чином увічнити пам'ять загиблих за свободу і незалежність України.
Питання перейменування площі Жовтневої на майдан Героїв в м. Запоріжжі, згідно зі встановленим порядком, було розглянуто та схвалено на засіданні робочої групи з питань міської топоніміки 17 квітня 2014 року. Крім того, перейменування площі Жовтневої на Майдан Героїв в м. Запоріжжі було підтримано 230 особами з 233 присутніх під час проведення громадських обговорень на тему «Перейменування площі Жовтневої на Майдан Героїв в м. Запоріжжя».
15 грудня 2014 року в Палаці культури «Орбіта» міста Запоріжжя відбулися громадські слухання з приводу перейменування площі Жовтневої.  Місцеві комуністи, і не лише вони, тоді шаленіли та були проти перейменування. Проте нічого вже зробити не могли. В ході обговорень було прийнято рішення 230-ю голосами слухачів «За» — за перейменування в Майдан Героїв.

## Увічнення пам'яті загиблих за свободу і Незалежність України
20 лютого 2015 року на майдані під стінами Запорізької обласної державної адміністрації було відкрито пам'ятний знак на честь Героїв Революції Гідності.
25 березня 2015 року депутати на сесії Запорізької міської ради перейменували площу Жовтневу — на Майдан Героїв на честь героїв-майданівців. Проти перейменування площі виступили лише депутати-комуністи, рішення було прийнято більшістю голосів («За» 53 голоси з 69). Під час сесії зазначалося, що рішення про перейменування площі — ініціатива громади Запоріжжя, яка на цій площі збиралася на Євромайдан, і тут встановлено пам'ятник на честь героїв Революції гідності, городяни влаштовують урочисті зустрічі героїв-земляків з фронту.
|  | «Це рішення дозволить увічнити пам'ять усіх тих, хто віддав свої життя за те, щоб в нашому місті і в країні був мир» , — заявив тодішній міський голова Запоріжжя Олександр Сін. |

## Цікаві факти

Залізний трон Сходу

24 серпня 2015 року, під час святкування Дня Незалежності України, було відкрито пам'ятник «Путіну та його снігуру», який простояв під стінами ЗОДА до вечора, потім пам'ятник перевезли на бульвар Шевченка, де пройшли основні святкування. Аби залишився в центрі міста пам'ятник «Путіну та його снігуру» не вистачило документів, проте автор монументу Максим Дрозденко намагається отримати дозвіл в Управлінні архітектури міської влади та залиши його на одній із площ міста.
З 18 листопада по 22 листопада 2016 року на майдані Героїв простояв «Залізний трон Сходу» із зони АТО загальною вагою близько 600 кг, який доставили волонтери АТО. Зовні він нагадував трон з серіалу «Гра престолів», але виготовлений з осколків снарядів і гільз із зони АТО. Таким чином організатори акції нагадали запоріжцям, що зовсім поруч з Запорізькою областю триває війна на сході України.
21 листопада 2016 року було проведено аукціон, на якому виставлено «Залізний трон». Найбільша сума торгів склала 150 000 гривень. Виграв торги запорізький бізнесмен, ім'я якого організатори не розголосили. На зазначену суму невідомий бізнесмен пообіцяв придбати українським бійцям два тепловізора та автомобіль. За словами організаторів, вони були задоволені тим, що «Залізний трон» залишився в Україні, а саме в Запоріжжі.

## Реконструкція
З 26 серпня 2016 року проводилася реконструкція майдану Героїв. На думку голови Запорізької обласної державної адміністрації Костянтина Бриля, майдан повинен розпрощатися з «совковим спадком» і давно потрібно було провести реконструкцію, а зовнішній вигляд головного майдану області повинен відповідати своїй назві. Замість демонтованої старої тротуарної плитки укладається нова, причому з національними візерунками, що нагадують вишиванки.
Реконструкцію майдану заплановано завершити до Дня міста (14 жовтня 2016 року). Замовник робіт — Управління капітального будівництва Запорізької міської ради, який також був розпорядником коштів. Ціна питання реконструкції — близько 6 млн гривень. Підрядник — ТОВ «Іоліт».
6 жовтня 2016 року завершена реконструкція майдану Героїв, в ході якої було викладена тротуарна плитка з українськими орнаментами, а на клумбах були висаджені квіти й маленькі ялинки.